# Сарма (Сарминська сільрада)
Сарма (рос. Сарма) — селище в Вознесенському районі Нижньогородської області Російської Федерації.
Населення становить 178 осіб. Входить до складу муніципального утворення Сарминська сільрада.

## Історія
Від 2004 року входить до складу муніципального утворення Сарминська сільрада.

## Населення
| 1999 | 2002 | 2010 |
| ---- | ---- | ---- |
| 259  | ↘220 | ↘178 |